# 佩德羅·桑切斯
佩德羅·桑切斯·佩雷斯-卡斯特洪（西班牙語：Pedro Sánchez Pérez-Castejón，西班牙語發音：[ˈpeðɾo ˈsantʃeθ ˈpeɾeθ kasteˈxon]；1972年2月29日—）是西班牙的一位經濟學者和政治家，出生於馬德里，现任西班牙首相及西班牙工人社會黨总书记。
2018年6月1日，他領導的工人社會黨向西班牙议会提交對時任首相马里亚诺·拉霍伊的不信任動議，投票通過后，桑切斯作為工人社会党领袖，按国家宪法接任政府主席（首相）。

## 早年经历
1972年2月29日出生于马德里。小时候生活在得土安區最繁华的大街。父亲是业务经理，母亲是公务员和律师。桑切斯是家中的长子，他还有一个比他小2岁的弟弟大卫，曾是管弦乐团的指挥。
高中就读于马德里拉米罗·德马埃斯图学校。热爱篮球运动，在21岁之前是马德里队员兼球迷。
1990年进入马德里康普顿斯大学位于圣洛伦索-德埃尔埃斯科里亚尔的附属大学中心就读经济学与商业科学专业，1995年获得执业学位。1993年，时任首相费利佩·冈萨雷斯在大选中获得连任，桑切斯受到激励也加入了西班牙工人社会党。
1997年至1998年在法語布魯塞爾自由大學学习，参与“欧盟经济学”硕士课程。

## 政治生涯

### 马德里市议会
2003年至2009年是马德里市议会的一名议员，也是馬德里儲蓄銀行股东大会的320名成员之一。2006年与贝戈尼亚·戈麦斯结婚。妻子是巴斯克自治区毕尔巴鄂人。二人育有兩個女兒。

### 众议院
2009年当选西班牙眾議院议员。但由于工人社会党在2011年西班牙大选中失利，马德里选区的工人社会党在众议院中仅保住了10个议席，他位列第11位而未能连任。2013年1月，他继续出任众议院议员，直到2016年10月29日辞任。

### 工人社会党
桑切斯在2013年11月是工人社会党政治会议的协调员之一。12月，他举办《新西班牙经济外交》新书发布会，该书的大部分内容继承发展自其博士论文。许多社会主义政党领导人出席了新书发布会。
2014年初，他做好了参与工人社会党党内选举的准备，在全国各地社会主义政党间进行了巡回演说。此前，他并未在党内担任重要职位。在2014年歐洲議會選舉中，西班牙工人社会党惨败，阿尔弗雷多·佩雷斯·鲁瓦尔卡瓦几天后宣布辞任总书记职位。6月12日，桑切斯正式宣布参与工人社会党党首选举。在7月13日的选举中，他以49％的选票位居第一。

#### 就任总书记
2014年7月26日和27日的工人社会党临时会议认可了这一结果，桑切斯也在9月10日的代表大会上被确认为非正式的反对党领袖。
成功当选总书记后，他曾强调会在任期内加强党内团结，并重新取回退党成员的信任。然而，不久就有25％的党员退出工人社会党而加入“我们能”。同时他还不得不面对与安达卢西亚工人社会党的紧张关系。任期内他还作为嘉宾参与了许多电视节目。我们能政党戏称桑切斯是“民粹主義者”，桑切斯亦谴责他们是“政治投機主義”。
桑切斯强调国家整体概念，反对地区独立，提出了“西班牙联邦模型”构想。他曾提议修正前首相萨帕特罗制定的《宪法》第135条内容，优先保障民生福祉。他还主张排除宗教因素，推动教育制度的世俗化。
在党内组织人事方面，他将塞萨尔·卢埃纳任命为组织部书记。2015年2月，因为帕尔拉有軌電車的追加费用等问题，他解任了托马斯·戈麦斯·弗朗哥作为马德里自治区工人社会党总书记的职务。
2015年12月20日，他在西班牙大选中为工人社会党赢取了90个议席，成为西班牙第二大党。2016年2月2日，他被費利佩六世推荐成为西班牙首相候选人。2月24日，公民党宣布支持桑切斯。然而在3月4日举行的第2次众议院投票中，该提议以131票赞成（主要是工人社会党、公民党和加那利联盟党议员）、219票反对的结果被驳回。

#### 2016年10月辞任
2016年9月28日，西班牙工人社会党联邦政策长官安东尼奥·普拉达斯强制解散联邦执行部，下属17人全部辞职，深积已久的党内矛盾终于爆发。10月1日下午，联邦委员会拒绝召开联邦会议，桑切斯被迫宣布辞去总书记职务。10月29日，他宣布不再出任众议院议员。
在党内纷争后，总书记职位暂空，哈维尔·费尔南德斯担任临时委员会委员长，宣布2017年5月举行预选，6月召开第39届全国代表大会，届时将选出新总书记。在此期间，桑切斯驾驶爱车访问全国各地的工人社会党员群众。他的主要竞争对手是安达卢西亚工人社会党总书记苏萨娜·迪亚斯。

#### 复归

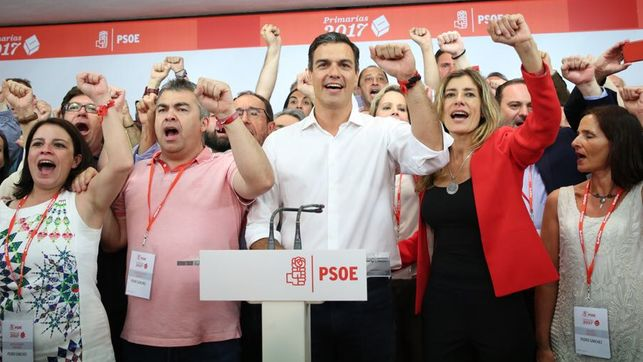
桑切斯在成功当选总书记后高唱《国际歌》

2017年5月，他在预选中以50.26%的选票当选总书记。6月18日，他在工人社会党第39届全国代表大会中正式宣誓就职。随后，他将阿德里亚娜·拉斯特拉提拔为副书记。

#### 对拉霍伊政府不信任案

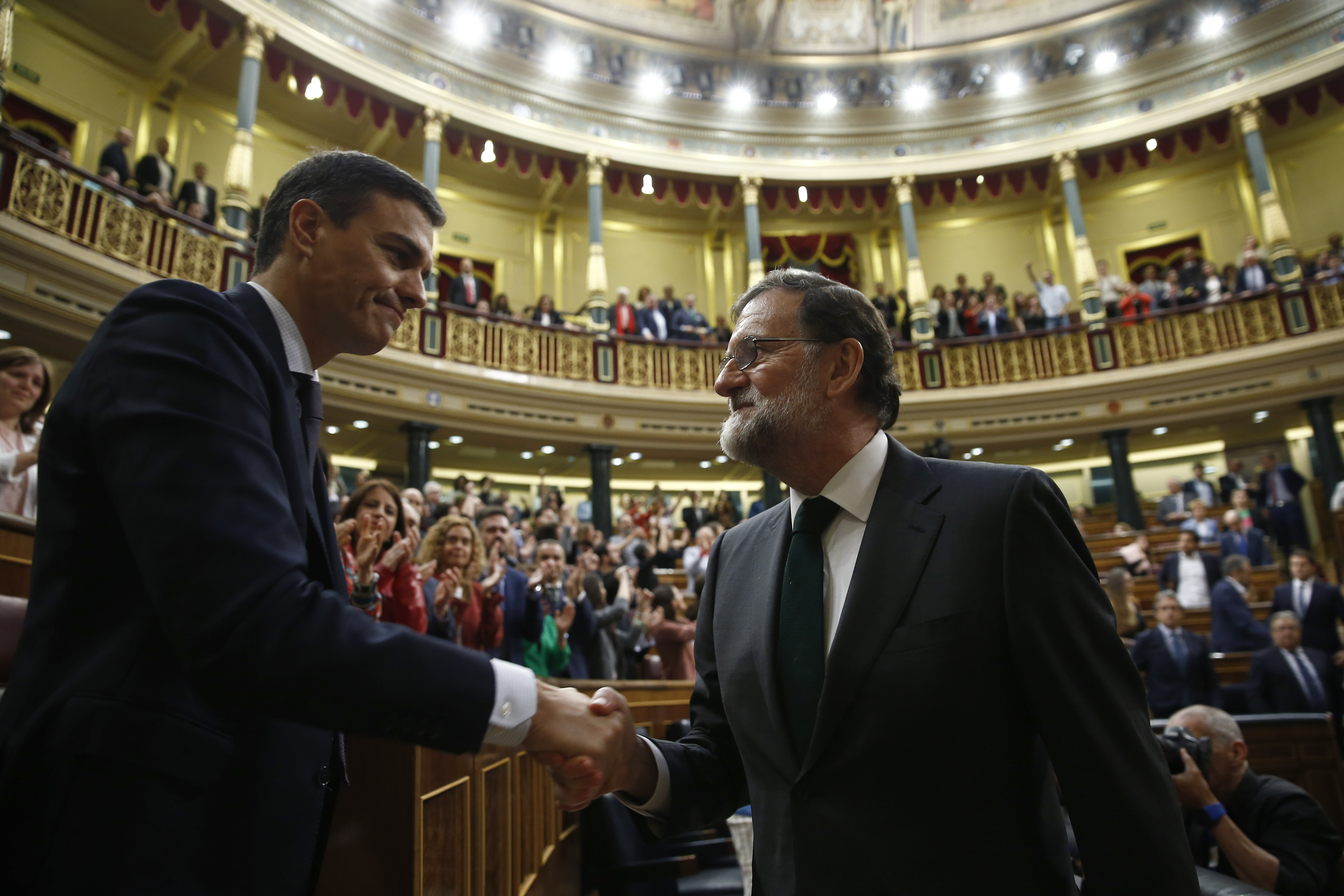
拉荷義恭賀桑切斯對其不信任動議獲通過

2018年5月，西班牙高等法院对人民党政治腐败事件──古特尔案下达了判决。5月25日，桑切斯借此机会对拉霍伊内阁提出不信任动议。6月1日，动议以180票赞成、169票反对、1票弃权的结果通过。

### 首相（第一屆，2018-2020）

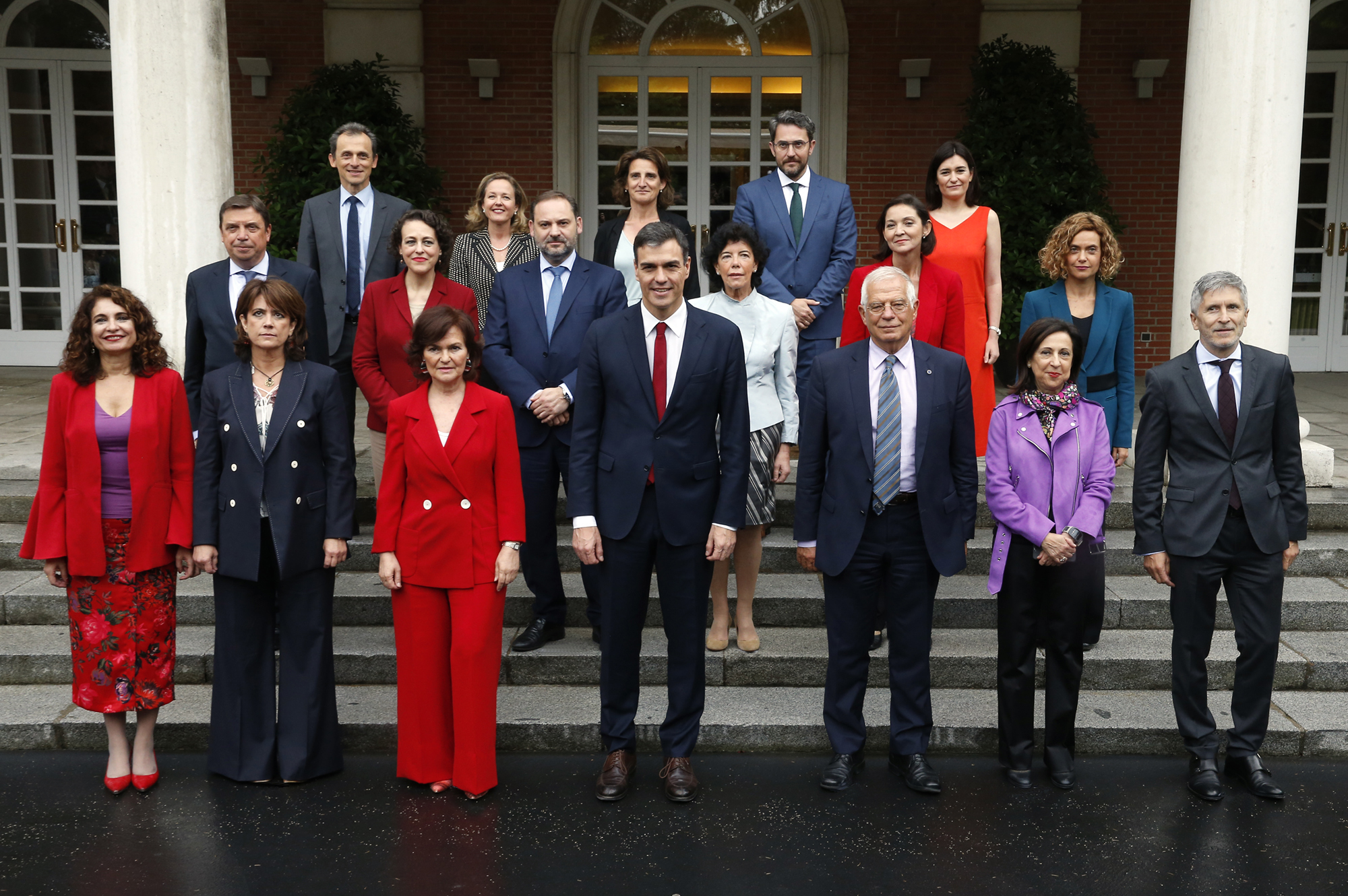
2018年6月桑切斯内阁

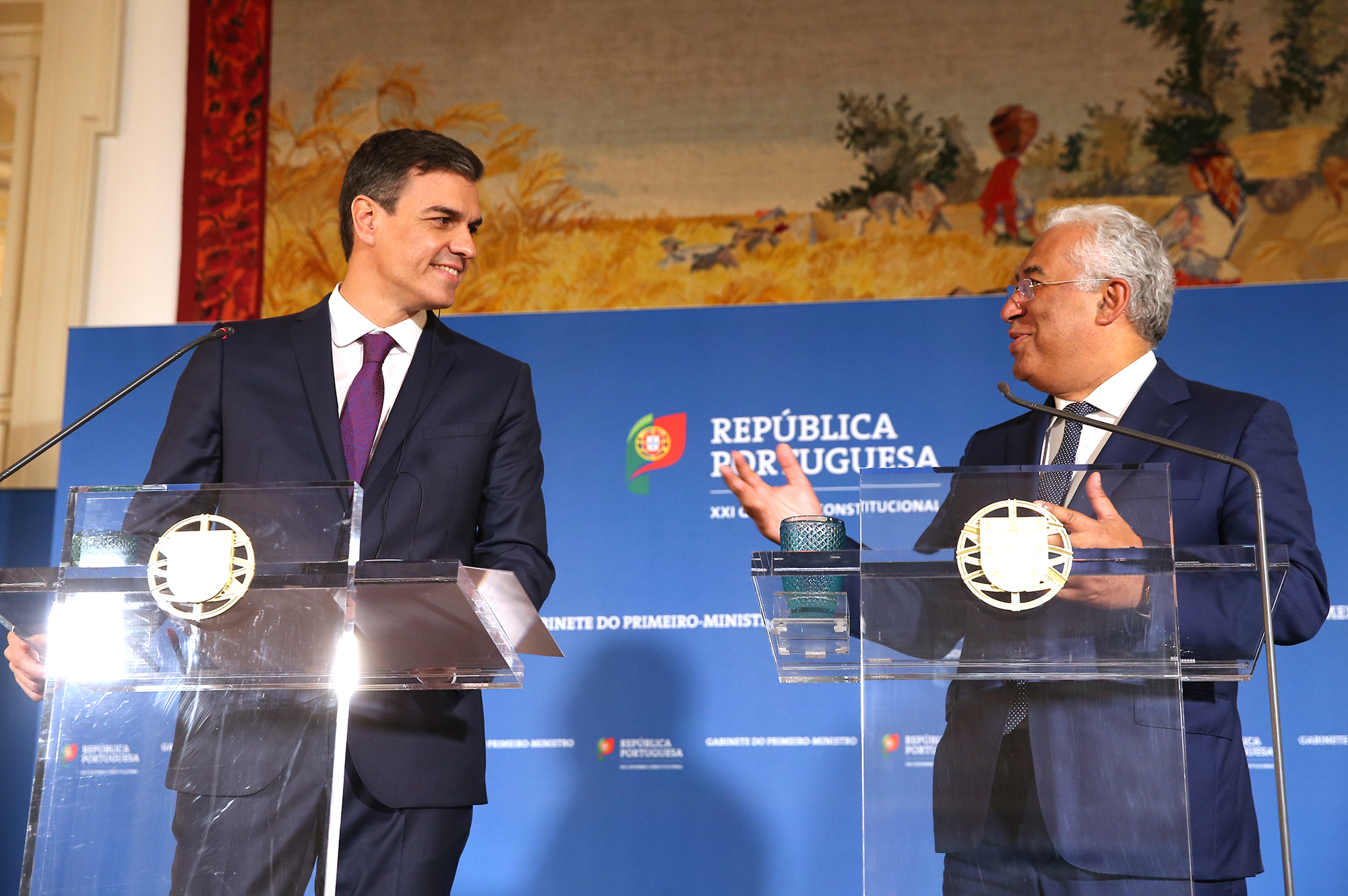
2018年7月2日桑切斯在里斯本与葡萄牙总理安东尼奥·科斯塔会面

2018年6月2日，根据西班牙宪法，西班牙国王费利佩六世正式任命桑切斯为新任西班牙首相。6月6日，桑切斯确认了17人的内阁成员名单，其中11人为女性，是西班牙有史以来女性人数最多的内阁。在7月举行的政府高官就职仪式上，桑切斯未携带任何十字架和圣经等宗教信物，这是西班牙民主转型以来首次没有出现过宗教象征物的就职仪式。
2019年2月15日，在加泰隆尼亞政黨的反對下，桑切斯政府的預算案被否決，他於是宣布提前於4月尾舉行大選。大選後社會工人黨增加了38個眾議院議席，桑切斯因而很大機會能續任首相，但未能確定籌組的是少數或聯合政府。最終因無法與我們可以黨等政黨達成協議籌組政府，大選於同年11月再次舉行，為四年間第四次。

#### 歷史記憶法
桑切斯曾在担任反对党领袖时期反对拉霍伊政府对《歷史記憶法》的压抑态度。在上任首相后，他提议修改《历史记忆法》部分内容，在司法部设立历史记忆局，成立真相调查委员会，对内战期间和佛朗哥独裁时期的人权侵犯行为进行调查。
他还宣布要将佛朗哥遗骨迁葬出烈士谷，这项工作遭到了佛朗哥遗族的强烈反对。2018年11月，加泰罗尼亚自治区警察逮捕了一位居住在塔拉薩的男子。他涉嫌妨害墓地转移计划并私自持有武器。这位男子还声称计划暗杀桑切斯。

#### 难民政策

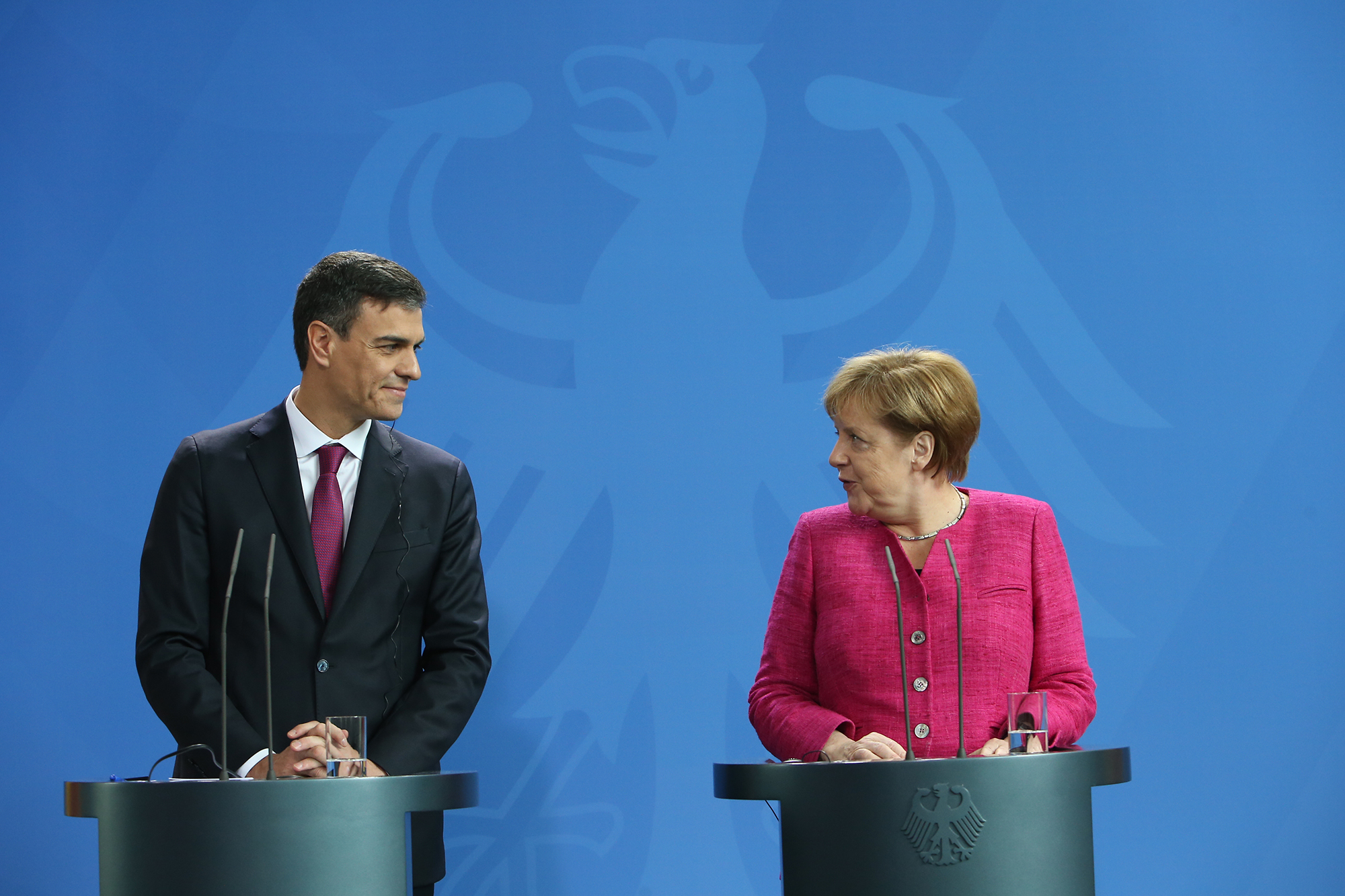
桑切斯与德国总理安格拉·默克爾，2018年6月26日

桑切斯政府自2018年6月初成立以来，对非法移民和难民采取较为开放的态度，多次宣布接收被其他欧洲国家拒绝入境的难民。先后与法国和德国在难民政策上达成一致，并主张欧盟应团结一致，共同解决难民问题。
2019年，西班牙还预计从约旦接收600多名叙利亚难民。

#### 沙特阿拉伯
2018年9月，西班牙国防部大臣鉴于“干预也门行动”，欲取消对沙特阿拉伯的军火交易。但桑切斯在几天后却下令继续交付。他遵守与安达卢西亚政府主席苏萨娜·迪亚斯之间的约定，保住了加的斯湾造船厂的众多工作岗位。西班牙已经与沙特阿拉伯签订了18.13亿欧元的合同，将交付5艘护卫舰。在2018年10月“賈邁勒·卡舒吉遇害事件”后，桑切斯重申继续向沙特阿拉伯出售武器的立场，并尽责任保护西班牙國防工業相关岗位的工作机会。

#### 加泰罗尼亚
桑切斯反对2017年加泰隆尼亞獨立公投，支持马里亚诺·拉霍伊前内阁解散加泰隆尼亞政府的决定，支持对加泰罗尼亚实施中央接管。
自桑切斯政府成立以来，对加泰罗尼亚采取了相对怀柔的立场，因而遭到了西班牙人民党和公民党等保守党的反对与抗议。2019年2月15日，由于加泰罗尼亚独派政党的反对，西班牙国会未能通过桑切斯政府的预算案。独派政党希望桑切斯能取消对加泰罗尼亚独立运动12名领导人的审判，并且呼吁就加泰罗尼亚自决权进行讨论。
2023年提前大選中，桑切斯為贏得兩個加泰羅尼亞分離主義政黨的支持，他同意赦免數百名因於加泰羅尼亞分離主義運動中面臨法律訴訟的人士。桑切斯指認為特赦是合憲，需要為相關地區「治癒傷口」，「透過對話和寬恕來保證西班牙的團結」。有批評者認為，大赦是一項自私的措施，允許桑切斯繼續掌權，並指責他踐踏法治。大選競爭對手的阿爾韋托·努涅斯·費霍批評是「政治腐敗」，並引發部分民眾上街抗議。

### 首相（第二屆，2020-）

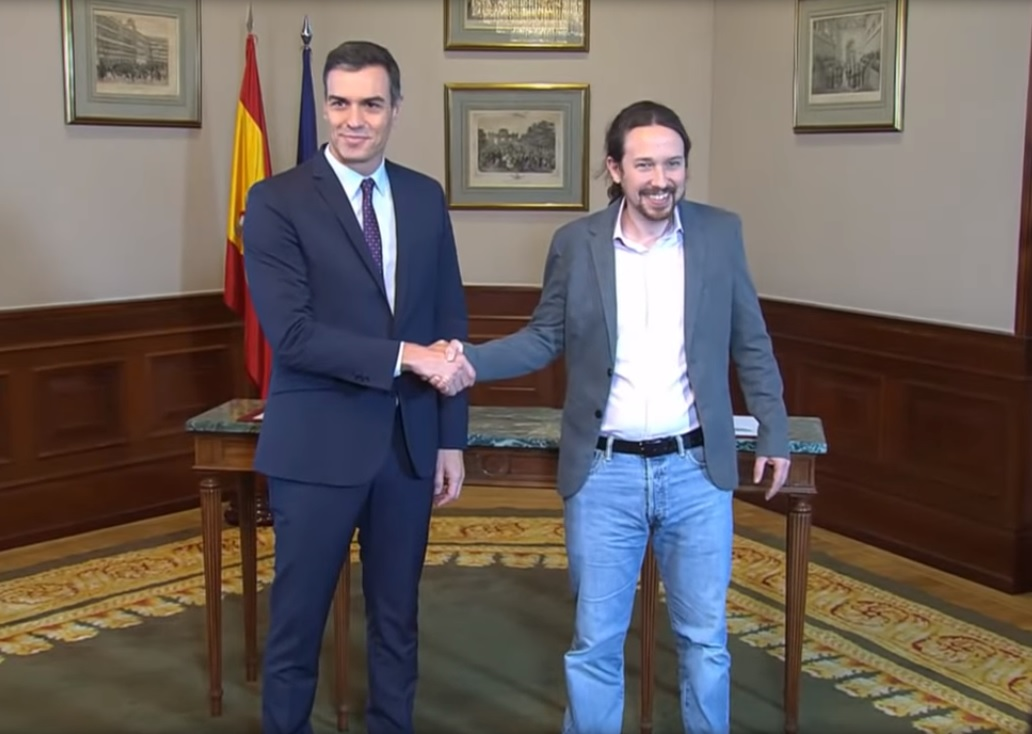
桑切斯與聯合我們能總書记伊格萊西亞斯於2019年11月12日宣布合組「進步」政府的初步協議

2019年11月大選後，他領導的社會工人黨終與左翼的聯合我們能達成執政協議，共同籌組民主回歸後首個聯合政府，他因而續任首相。

### 2023年提前選舉

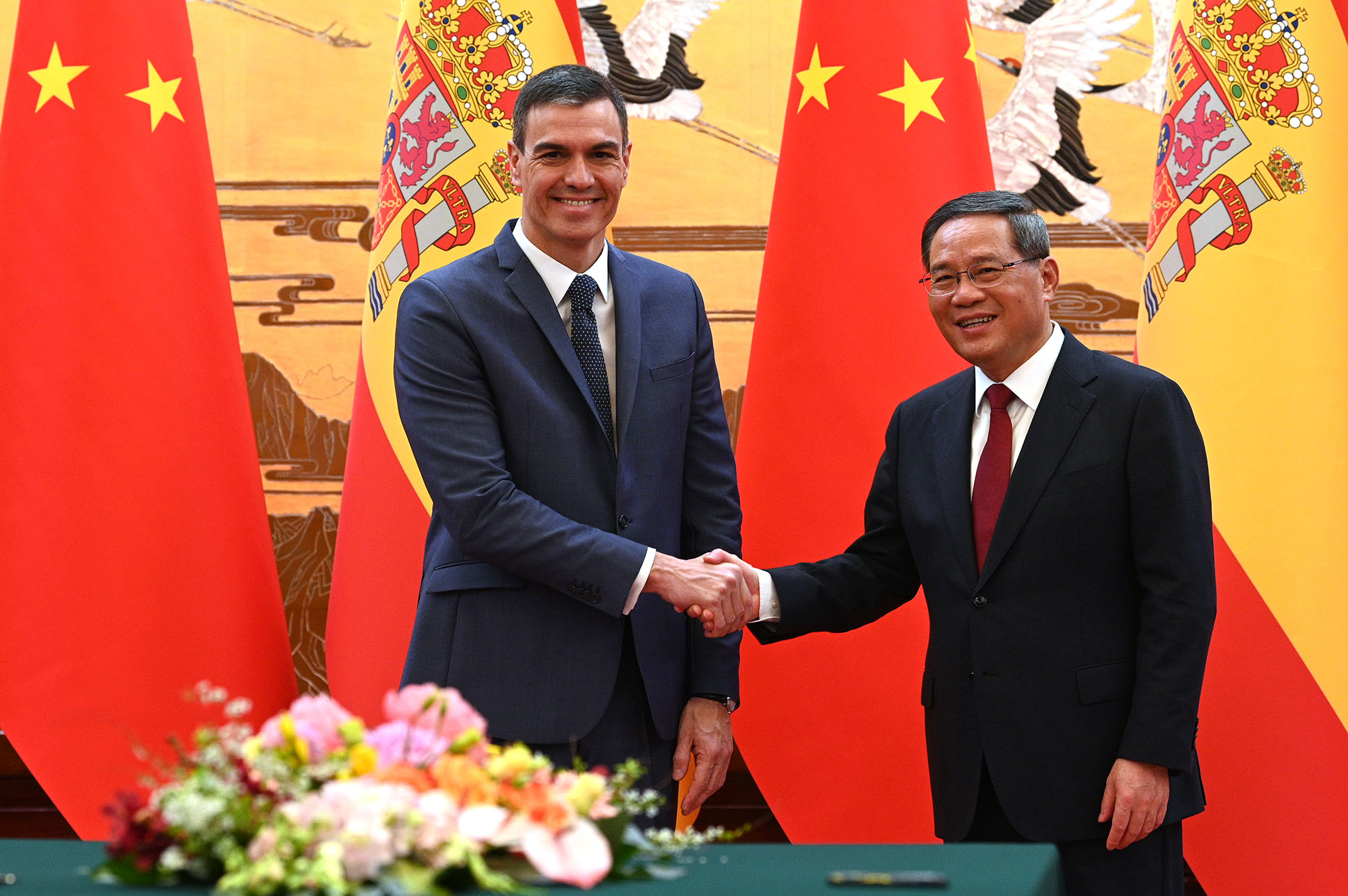
桑切斯访华，会见中国国务院总理李强，2023年3月。

桑切斯宣佈2023年7月23日提前大選。大選結果顯示，沒有政黨或陣營贏得絕對多數席位，或出現懸峙國會。桑切斯和右翼人民黨黨魁阿爾韋托·努涅斯·費霍都表示贏得選舉。費霍的政黨在眾議院中擁有137個席位，是所有政黨中最多，但費霍試圖組建政府失敗。其後，國王費利佩六世要求桑切斯試圖組建政府。在獲得匯總和支援獨立和地區主義政黨的支援後，眾議院於2023年11月16日再次選出桑切斯，成功連任。

## 荣誉

### 外国勋章奖章
- 一等智者雅罗斯拉夫王公勋章（英语：Order of Prince Yaroslav the Wise）（乌克兰，2023年12月28日公布[77]）

## 争议
佩德罗·桑切斯在2010年2月10日进入卡米洛·何塞·塞拉大学攻读博士，2012年11月26日就以一篇关于“西班牙新时期经济外交”的论文获得该大学经济学与商学博士学位。他的学习时间短于正常，而且论文并未出现在西班牙全国博士论文数据库中，因而饱受质疑。一些学者在阅览后批评其论文结构松散、论据薄弱。与此同时，桑切斯本人不愿谈及自己的论文。
佩德罗·桑切斯在工人社会党官方网站的简历也被质疑有造假夸大之嫌。他曾写道自己获得过IESE商学院硕士学位，并且在科索沃战争期间担任联合国驻波斯尼亞地區常驻高级代表。在媒体曝光后，他在“新简历”中修改了这些内容。目前显示为：他曾参与布鲁塞尔自由大学“欧盟经济学”硕士课程，拥有奥特加·加塞特研究所的欧洲经济和货币一体化高级研究课程结业证书（注意“课程结业”与“学位”的区别）。曾在欧洲议会担任顾问，期间曾是联合国驻波斯尼亚和黑塞哥维那高级代表团的一名成员。